# یورام گلوباس
یورام گلوباس (انگلیسی: Yoram Globus؛ زادهٔ ۷ سپتامبر ۱۹۴۳) تهیه‌کننده اهل اسرائیل است.
از فیلم‌هایی که وی در آن‌ها نقش داشته است، می‌توان به سازمان مخفی آسیزی و ماجراهای هرکول اشاره نمود.